# Мерата (Баница)
Мерата (на македонска литературна норма: Мерата) е археологически обект край велешкото село Баница, Северна Македония. Обявен е за паметник на културата.

## Описане
Представлява термален обект, който е нетипичен за късноантичните бани и вероятно става въпрос за комплекс на вила рустика. Открити са четири или пет помещения – тепидариум с основа вписан кръст в квадрат, част от хипокауст, както и части от префурниум.